# Stowarzyszenie KS Spójnia Stargard

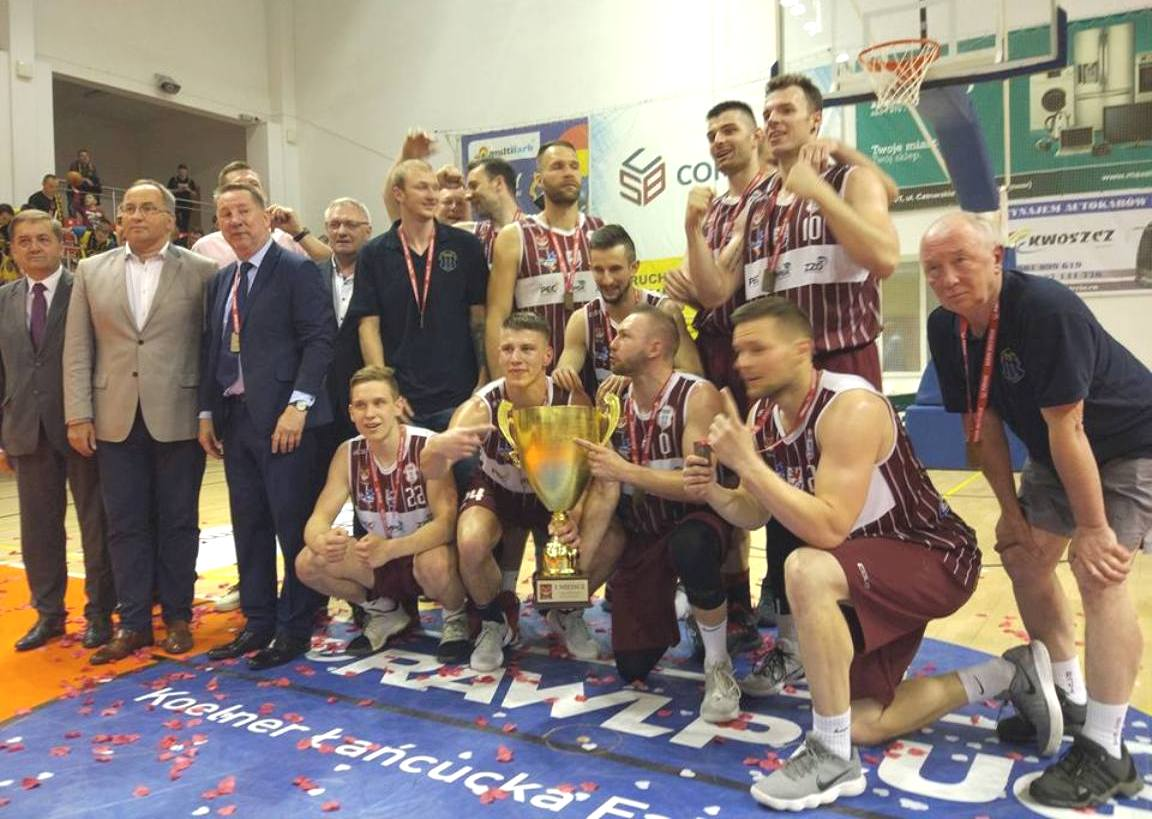
Awans do ekstraklasy (17.05.2018)

Stowarzyszenie KS Spójnia Stargard – stowarzyszenie sportowe z polskim klubem koszykarskim grający w II i I lidze i sekcją piłki siatkowej II ligi kobiet z siedzibą w Stargardzie w latach 2004-2018. Stowarzyszenie powstało w 2004 na bazie LKS Spójnia Stargard (1949) z sekcjami wielosekcyjnymi: koszykówka mężczyzn, od 2015 z sekcją kobiecej siatkówki w III lidze, od 2016 w II lidze w piłce siatkowej kobiet, 17 maja 2018 klub po 14 latach przerwy awansował do Polskiej Ligi Koszykówki, jako najwyższej klasy męskich ligowych rozgrywek koszykarskich w Polsce. 2 lipca 2018 po powstaniu spółki spółki akcyjnej Spójnia Stargard – Sportowa Spółka Akcyjna w stowarzyszeniu KS Spójnia Stargard pozostała tylko sekcja siatkarska.

## Historia

### Stowarzyszenie KS Spójnia Stargard

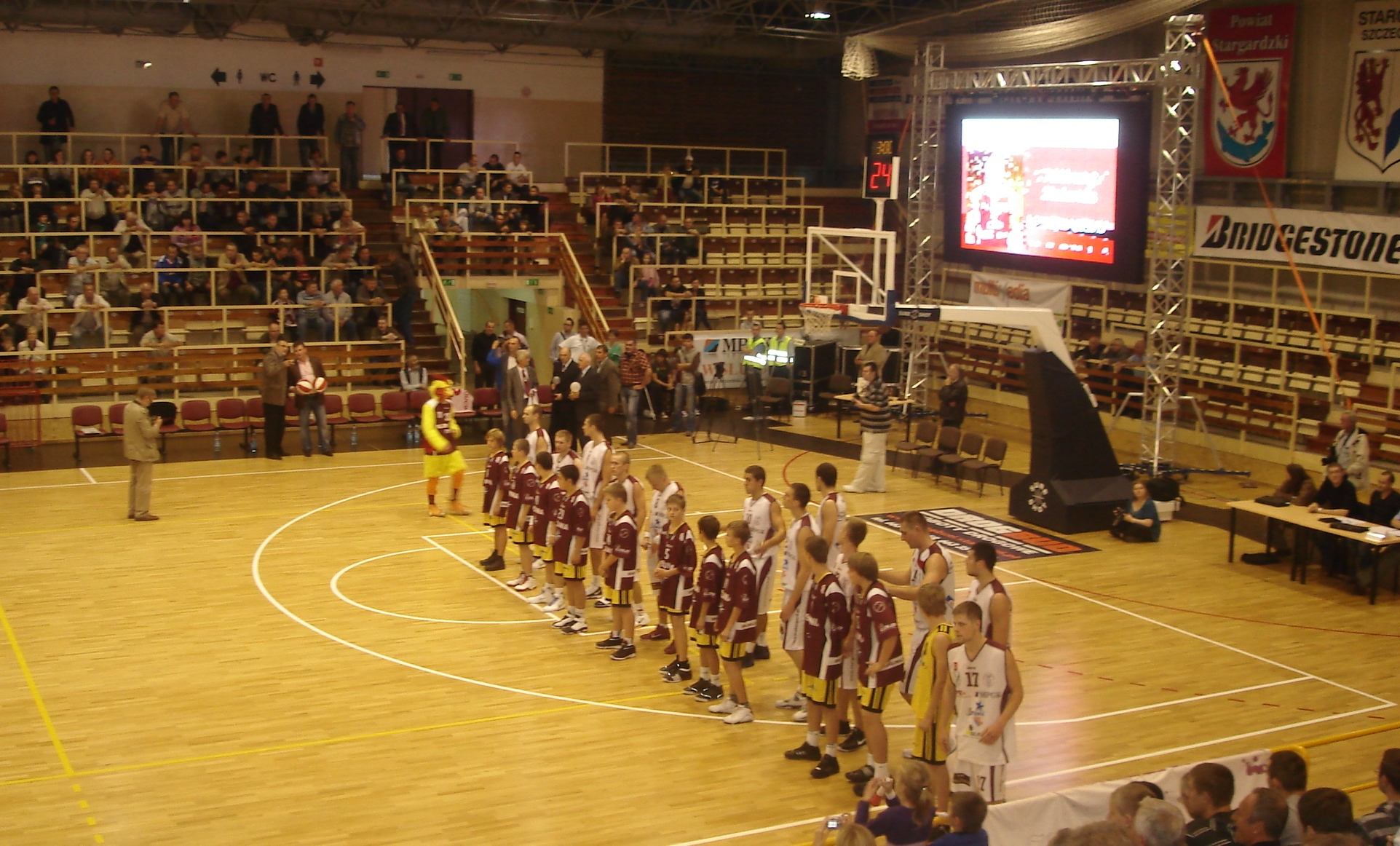
Mecz o I ligę z Radex Szczecin

W 2004 nastąpił spadek do I ligi, zespół zanotował trzynaście porażek z rzędu. W klubie nastąpiły zmiany, powołano Stowarzyszenie KS Spójnia Stargard (w miejsce Ludowego Klubu Sportowego Spójnia Stargard). W 2007 zespół spadł do II ligi, by w 2009 awansować ponownie do I ligi. W 2010 drużyna do lat 18 zdobyła wicemistrzostwo Polski; V miejsce MP U-20. W 2010 drużynę, po sześciu porażkach, poprowadził Tadeusz Aleksandrowicz. W 2011 prezesem klubu został Marek Kisio, po nim Beata Radziszewska, następnie w 2015 Tadeusz Gutowski. 27 października 2015 decyzją członków Klubu Sportowego Spójnia Stargard powołana została do życia sekcja piłki siatkowej kobiet. 21 listopada 2015 drużyna siatkarek pod szyldem Spójni zainaugurowała I sezon w III lidze kobiet. W sezonie 2016/2017 zespół grał w II lidze piłki siatkowej kobiet, w rundzie zasadniczej Spójnia zajęła 4 miejsce w grupie 1, siatkarki odniosły 7 zwycięstw i poniosły 11 porażek. W serii play-off Spójnia w półfinale zagrała o trzecią lokatę z SKF Politechniką Poznańską, wygrywając u siebie 3:0, w rewanżu przegrywając 0:3, małymi punktami. Siatkarki II ligi Stowarzyszenia KS Spójnia Stargard w sezonie 2018/2019 grały w II lidze piłki siatkowej kobiet. W rundzie zasadniczej Spójnia zajęła 3 miejsce w grupie 1. W serii play-off stargardzka drużyna wygrała 16 i 17 lutego 2019 u siebie dwa mecze I rundy fazy play-off II ligi z Gedanią Gdańsk.
17 maja 2018 klub po 14 latach przerwy awansował do Polskiej Ligi Koszykówki, jako najwyższej klasy męskich ligowych rozgrywek koszykarskich w Polsce. Od 2 lipca 2018 klub posiada osobowość prawną spółki akcyjnej Spójnia Stargard – Sportowa Spółka Akcyjna. Po powstaniu spółki w stowarzyszeniu KS Spójnia Stargard pozostała sekcja siatkarska. 2 lipca 2018 klub zmienił osobowość prawną, dokonano wyłączenia ze struktur stowarzyszenia sekcji koszykówki i utworzono na jej bazie spółkę akcyjną, która została zarejestrowana pod nazwą Spójnia Stargard – Sportowa Spółka Akcyjna. We wrześniu 2019 klub obchodził 70-lecie. W 2019 prezesem stowarzyszenia KS Spójnia Stargard był Tadeusz Gutowski. W 2020 została rozwiązana sekcja kobiecej siatkówki. W 2016 nowym szkoleniowcem Stowarzyszenia KS Spójni Stargard został Krzysztof Koziorowicz, były koszykarz, wychowanek stargardzkiego klubu. Zespół po raz pierwszy w I lidze koszykarzy wygrał rywalizację w ćwierćfinale play off z GKS Tychy sezonu 2016/2017 i ostatecznie Spójnia Stargard zajęła III miejsce w I lidze. Sezon 2017/2018 stargardzki zespół rozpoczął dalej z trenerem Krzysztofem Koziorowiczem i przez 15 kolejek rundy zasadniczej był drużyną bez porażki i ostatecznie z końcem roku 2017 zajmował pierwsze miejsce w rozgrywkach I ligi koszykówki mężczyzn. Ostatecznie koszykarze sezon regularny zakończyli na pozycji lidera. Zanotowali 28 zwycięstw i tylko 4 porażki przed fazą play-off. W trzech kolejnych rundach, decydujących o awansie, stargardzki zespół wygrał 9 z 10 meczów. W finale 12 i 13 maja 2018 Spójnia wygrała u siebie dwa spotkania z Sokołem Łańcut, a 17 maja 2018 wygrała trzeci mecz i po 14 latach awansowała do ekstraklasy.

### Reorganizacja
2 lipca 2018, po awansie do ekstraklasy, klub zmienił osobowość prawną – Nadzwyczajne Walne Zebrania Członków KS Spójnia Stargard dokonało wyłączenia ze struktur stowarzyszenia sekcji koszykówki i utworzenia na jej bazie spółki akcyjnej, która została zarejestrowana pod nazwą Spójnia Stargard – Sportowa Spółka Akcyjna. Po powstaniu spółki w stowarzyszeniu KS Spójnia Stargard pozostała sekcja siatkarska. W 2020 klub ze względu na budżet zrezygnował z prowadzenia grupy seniorek i prowadzi szkolenie w grupach młodzieżowych.

## Prezesi, zarząd, trenerzy, zawodnicy, hala

### Prezesi
W historii stowarzyszenia stargardzkiego klubu prezesami od 2004 byli:
- Wojciech Bartczak (1998-2007)
- Marek Kisio (2007-2014)
- Beata Radziszewska (2014-2015)
- Tadeusz Gutowski (2015-obecnie)

### Skład zarządu w 2020

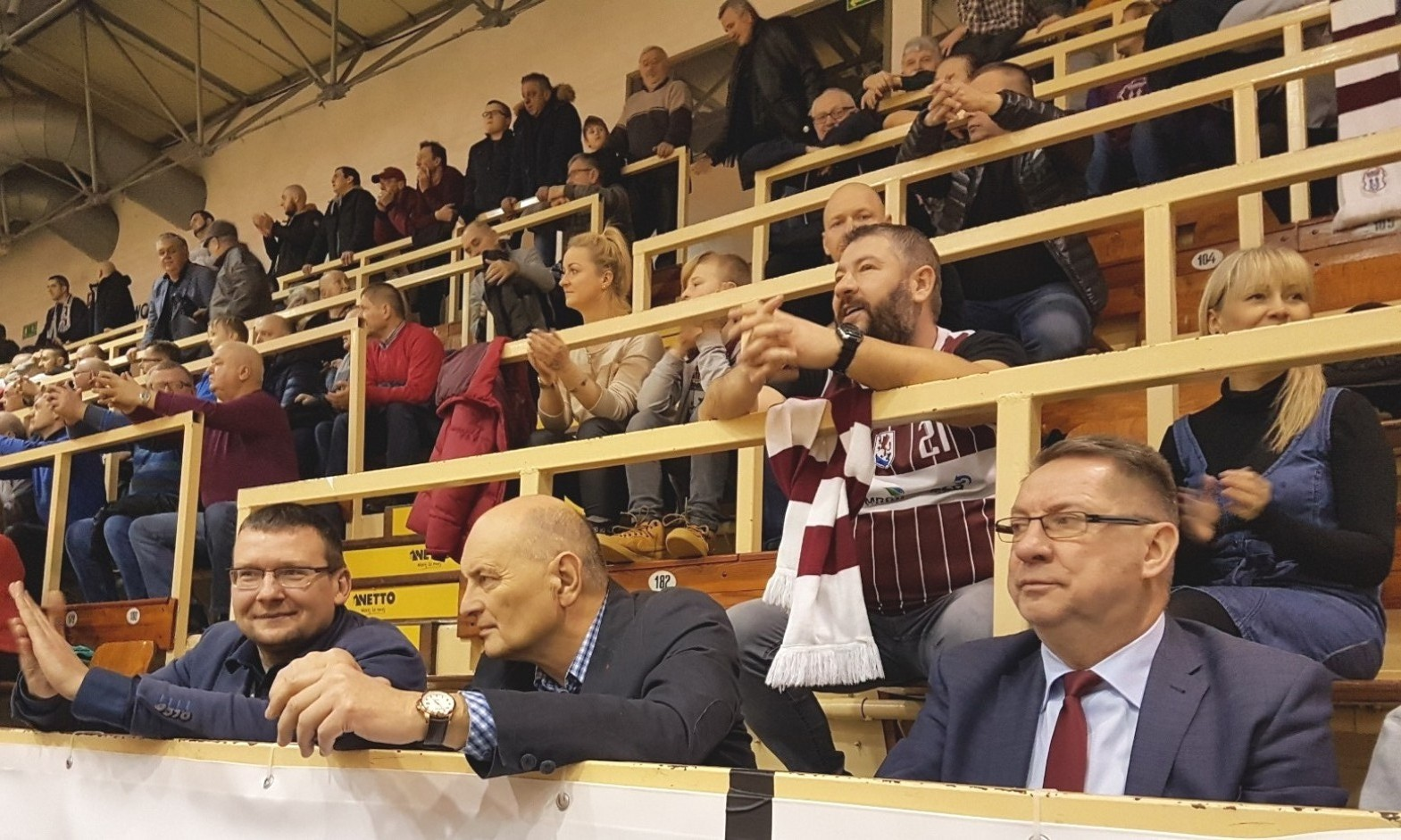
(L) Ksiądz, Gutowski, Koziorowicz

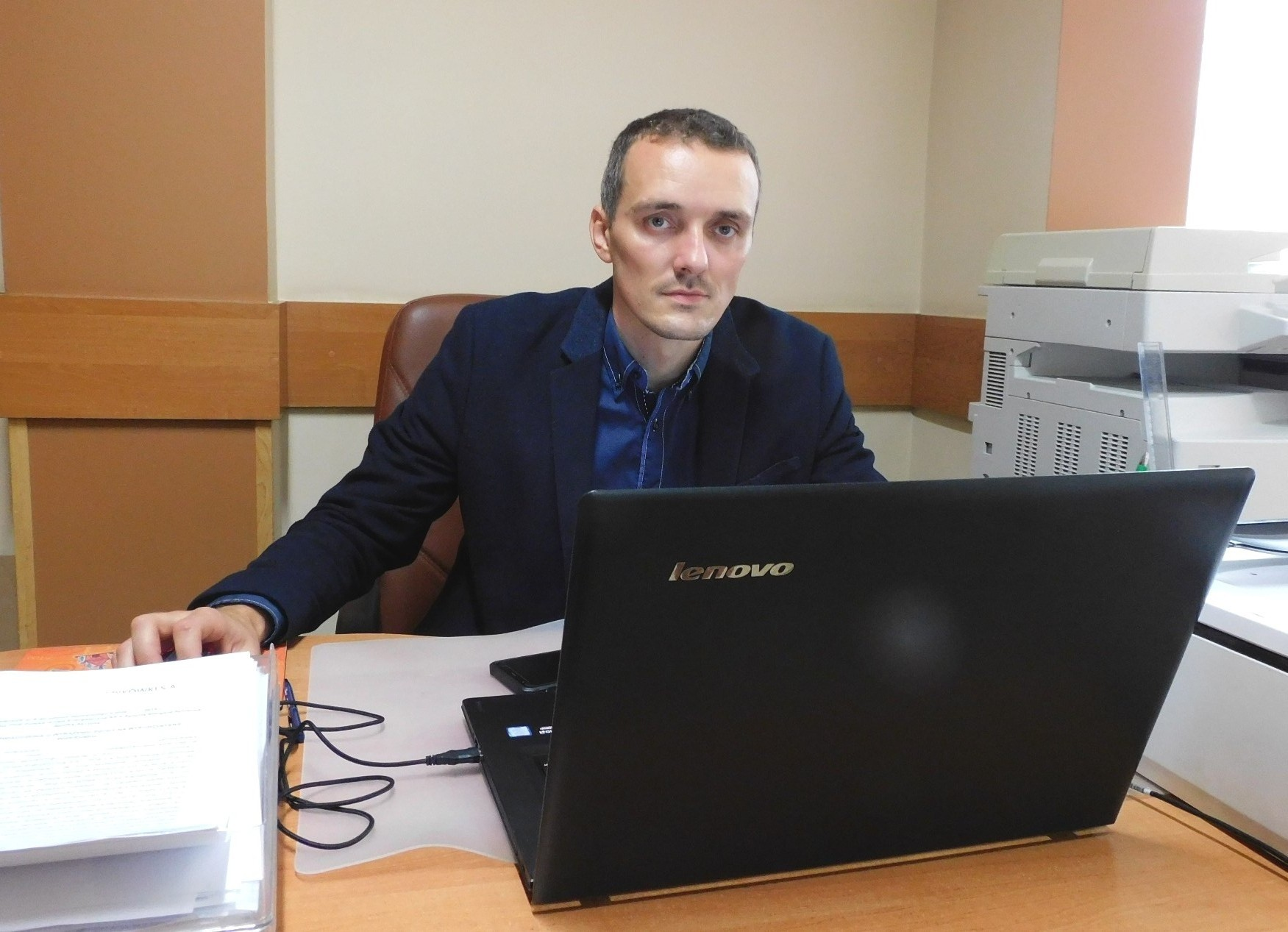
Wiceprezes Piotr Biernikowicz

Skład zarządu w 2020 był następujący:
- Tadeusz Gutowski – prezes
- Piotr Biernikowicz – wiceprezes
- Zbigniew Hering – skarbnik
- Paweł Ksiądz – członek zarządu

### Skład zarządu w 2018
Skład zarządu w 2018 był następujący:
- Tadeusz Gutowski – prezes
- Wiktor Grudziński – wiceprezes ds. sportowych
- Tomasz Wiśniewski – wiceprezes ds. organizacyjnych
- Aleksander Król – wiceprezes do spraw sportowych piłki siatkowej
- Zbigniew Hering – skarbnik
- Adam Ładniak – sekretarz

### Skład zarządu w 2015
W 2015 skład zarządu był następujący:
- Tadeusz Gutowski – prezes
- Wiktor Grudziński – wiceprezes ds. sportowych
- Tomasz Wiśniewski – wiceprezes ds. organizacyjnych
- Aleksander Król – wiceprezes do spraw sportowych piłki siatkowej
- Zbigniew Hering – skarbnik
- Adam Ładniak – sekretarz
- Ireneusz Purwiniecki – członek zarządu
- Mariusz Szymański – członek zarządu

### Trenerzy
Trenerami zespołu koszykarskiego byli:

- Mieczysław Major (2003-2004)
- Ireneusz Purwiniecki (2004-2005)
- Czesław Daś (2005-2006)
- Grzegorz Chodkiewicz (2006-2007)
- Mieczysław Major (2007-2010)
- Grzegorz Chodkiewicz (2010-2010)
- Tadeusz Aleksandrowicz (2010-2012)
- Ireneusz Purwiniecki (2012-2013)
- Czesław Kurkianiec (2013-2014)
- Aleksander Krutikow (2014-2015)
- Wiktor Grudziński (2015-2016)
- Aleksander Król (2015-2018)
- Krzysztof Koziorowicz (2016-2018)
- Tomasz Adamczyk (2018-2020)

### Zawodnicy

#### Wychowankowie klubu
Na przestrzeni ponad 69 lat klub koszykarski Spójnia miał wielu stargardzkich wychowanków. Byli to między innymi zawodnicy:

- Rafał Bigus (1992-1993; 2000; 2002-2003; 2014-2015)
- Wiktor Grudziński (1998-2001; 2008-2013)
- Andrzej Molenda (1994-2010)
- Arkadiusz Soczewski (2000-2016)
- Adam Hrycaniuk (2002–2004)
- Paweł Leończyk (2003-2006)
- Hubert Mazur (2003-2006; 2008-2010)
- Piotr Wiliński (2003-?)
- Tomasz Baszak (2003-2004; 2005-2007)
- Kamil Piechucki (2003-2006; 2006-2009)
- Maciej Sudowski (2004-2007)
- Stanisław Prus (2004-2007)
- Damian Janiak (2004-2007)
- Tomasz Świętoński (2006-2007)
- Grzegorz Jankowski (2007-2008; 2016)
- Konrad Koziorowicz (2007-2010; 2015-obecnie)
- Daniel Szatkowski (2007-2008)
- Marcin Zarzeczny (2007-2009)
- Łukasz Bodych (2008-20012; 2013-2015)
- Michał Trypuć (2008-2012)
- Łukasz Ulchurski (2008-2012)
- Paweł Polowy (2009?-?)
- Tomasz Ejsmont (2009-?)
- Filip Dylik (2009-2014)
- Tomasz Ziemski (2005-2006)
- Bartłomiej Wróblewski (2010-2016)
- Kacper Kasprzak (2010-?)
- Łukasz Ważny (2011-2012)
- Piotr Wojdyr (2011-2012; 2013-2014)
- Paweł Bodych (2013-2017)
- Martin Kazimierczak (2015-?)
- Piotr Poziemski (2015-?)
- Robert Bujny (2015-?)
- Bartłomiej Berdzik (2012-?)
- Dominik Grudziński (2016-2018)
- Jakub Jaroszyński (2016-?)
- Jakub Matul (2016-2017)
- Mateusz Pryć (2016-)
- Piotr Potap (2017-2017)
- Kacper Hoszczaruk (2017-2019)

#### Obcokrajowcy w klubie
W Spójni występowali również zawodnicy z zagranicy. Byli to między innymi:

- Gintaras Stulga  (2001-2004)
- Greg Harrington  (2003-2004)
- Rolland Miller  (2003-2004)
- Brent Darby  (2003-2004)
- Kalvin Jurewicz-Johnson / (2013)
- Albert Owens  (2018-2018)
- Jalen Hayes  (2018-2018)
- Anthony Hickey  (2018-2019)
- Nick Madray / (2018-2019)
- Byron Wesley  (2018-2018)
- Norbertas Giga  (2018-2019)
- Shane Richards  (2018-2019)
- Roderick Camphor  (2018-2019)

#### Zawodnicy z polskich klubów
Stowarzyszenie KS Spójnia Stargard w swojej historii pozyskiwało zawodników z innych polskich klubów. Byli to między innymi zawodnicy:

- Robert Morkowski (1995-2004)
- Piotr Nizioł (1999-2007)
- Łukasz Żytko (2001-2002; 2014-2015)
- Marek Łukomski (2004-2007)
- Łukasz Biela (2004-2007)
- Łukasz Chelis (2005-2006)
- Łukasz Pacocha (2005-2006; 2015-2016)
- Sławomir Pytel (2006-?)
- Grzegorz Jankowski (2006-2008; 2015-2016)
- Artur Gliszczyński (2006-2007)
- Radosław Nykiel (2007-2008)
- Tomasz Góra (2007-2008)
- Piotr Włoch (2007-2008)
- Bartosz Stefaniak (2007-2008)
- Jerzy Koszuta (2008-2011; 2013-2015)
- Łukasz Grzegorzewski (2008-2009)
- Grzegorz Terlikowski (2008-2009)
- Marcin Stokłosa (2009-2011; 2013-2015)
- Jakub Dłoniak (2009-2010)
- Sławomir Buczyniak (2010-2011)
- Marcel Wilczek (2010-2011; 2017-2019)
- Rafał Kulikowski (2010-2011)
- Tomasz Ochońko (2011-2012)
- Jarosław Kalinowski (2011-2012)
- Hubert Pabian (2011-2013; 2015-?)
- Mateusz Witkowski (2011-?)
- Damian Litiwn (2014-2015)
- Mariusz Wójcik (2011-?)
- Łukasz Ratajczak (2012-2013)
- Adam Parzych (2010-2013)
- Kacper Kasprzak (2012-?)
- Karol Szpyrka (2012-2013)
- Piotr Trepka (2012-2013)
- Bartłomiej Szczepaniak (2012-2013)
- Kamil Michalski (2012-2013)
- Michał Kwiatkowski (2013-2014)
- Łukasz Kwiatkowski (2013-2014)
- Adrian Suliński (2013-2014)
- Piotr Pluta (2014-2015)
- Dawid Mieczkowski (2014-2015)
- Karol Pytyś (2013-2014; 2015-2018)
- Damian Pieloch (2015-2016)
- Maciej Raczyński (2015-2019)
- Damian Janiak (2016-2017)
- Paweł Śpica (2016-2017)
- Marcin Dymała (2016-)
- Paweł Lewandowski (2016-2017)
- Wojciech Fraś (2016-2019)
- Dawid Bręk (2017-2019)
- Alan Czujkowski (2017-2018)
- Sebastian Szymański (2017-2018)
- Piotr Pamuła (2018-2020)

### Hala Miejska
Spójnia rozgrywa swoje mecze w wielofunkcyjnym obiekcie widowiskowo-sportowym, który był budowany w latach 80., z funduszy ZNTK oraz wsparciu miasta i ostatecznie oddany do użytku w 1988 roku. W 1999 roku rozpoczęto budowę nowej trybuny. Nową część oddano do użytku 31 sierpnia 2000 wraz z zapleczem, do niespełna 600 miejsc dobudowano kolejne 1200, widownia została powiększona do 1700 miejsc. Nawierzchnia naturalna – parkiet drewniany – o wymiarach 42 na 24 metry (rewitalizowany w 2012 roku).
Obecnie pojemność to ok. 2000 widzów, z czego miejsc siedzących – 1490 (dwie boczne trybuny o ponad 200 miejscach siedzących zostały wyłączone z użytkowania). Do dyspozycji zaplecze sanitarne – 4 szatnie, 2 systemy natrysków oraz specjalistyczna siłownia. Możliwość korzystania z zabiegów SPA w Hotelu 104 (ten sam obiekt). W hali OSiR rozgrywane są mecze ligowe (koszykówka, siatkówka), toczą się rozgrywki młodzieżowe (MOS), trenują miejskie zespoły w wielu dyscyplinach sportowych. Obiekt jest adaptowany na potrzeby innych imprez (rozgrywki brydżowe, tenisa stołowego, turnieje tańca, gale MMA) oraz koncerty i widowiska. Obecnie hala ma na dobrym poziomie system nagłośnienia.

## Ciekawostki
W historii Stowarzyszenia KS Spójnia Stargard od 2004 do 2018 roku było wiele interesujących wydarzeń, uroczystości, spotkań, sukcesów, porażek, rekordów sportowych, ciekawostek, w tym między innymi:

- w sezonie 2003/2004 zespół w rozgrywkach PLK zanotował 13 porażek z rzędu, ostatecznie spadł do I ligi;
- zespół grający w II lidze w sezonie 2008/2009 prowadzony przez Mieczysława Majora przez 12 kolejek rundy zasadniczej był drużyną bez porażki, doznał łącznie tylko trzech porażek z AZS-u Szczecin i Pogonią Prudnik w jej hali, na koniec sezonu Spójnia świętowała awans do I ligi;
- rekord frekwencji w nowej hali przy ul. Pierwszej Brygady 1 padł podczas meczu w walce o I ligę z Radex Szczecin, wynosił około 2,5 tysiąca kibiców, a ustanowiono go w 2009 podczas trzeciego meczu finałowego rywalizacji play-off z AZS Radex z wynikiem 2:1 dla Spójni;
- średnia frekwencja na meczach I ligi w latach 2009/2015 wynosiła 600-800 widzów;
- najwięcej spotkań w zespole w latach 2000–2016 rozegrał Arkadiusz Soczewski (391);
- zespół koszykarzy I ligi prowadzony przez Krzysztofa Koziorowicza w sezonie 2016/2017 przez 10 kolejek rundy zasadniczej był drużyną bez porażki;
- największym sukcesem zespołu siatkarskiego jest wywalczenie awansu w 2015 do II ligi;
- zespół koszykarzy I ligi prowadzony przez Krzysztofa Koziorowicza w sezonie 2017/2018 przez 15 kolejek rundy zasadniczej był drużyną bez porażki, jednocześnie pobił jeden z rekordów jakim był bilans sezonu 1978/79, gdzie Spójnia grała w III lidze i nie poniosła porażki w 14 z rzędu meczach, na swoim boisku zanotował 11 zwycięstw, w sezonie 2017/2018 (włącznie z play-off) zespół odniósł 37 wygranych meczów;
- w latach 2004 do 2018 Spójnia rozegrała w I i II lidze 452 meczów, w tym zanotowała 253 wygranych i 199 porażek;